# Incidifrons ralli
Espèce
Incidifrons ralli est une espèce de poux de la famille des Philopteridae, qui est notamment connu pour parasiter le Râle d'eau.